# Anodonta imbecillis
Anodonta imbecillis är en musselart som beskrevs av Thomas Say 1829. Anodonta imbecillis ingår i släktet Anodonta och familjen målarmusslor. Inga underarter finns listade i Catalogue of Life.